# فريدريكه أوتو
فريدريكه (فريدي) إيلي لويزه أوتو (مواليد 1982) هي عالمة مناخ، اعتبارًا من ديسمبر 2021 وهي تعمل كمحاضرة أولى في معهد جرانثام لتغير المناخ والبيئة في كلية لندن الإمبراطورية. عملت سابقًا مديرة مساعدة في معهد التغيير البيئي في جامعة أكسفورد. يُركز بحثها على الإجابة عن مسألة عما إذا كانت الظروف الجوية القاسية تتغير نتيجة عوامل مناخية خارجية وإلى أي مدى. وبصفتها خبيرة معروفة للغاية في مجال أبحاث الإسناد، تدرس إلى أي مدى وصل الاحتباس الحراري الذي يسببه الإنسان وكذلك مسؤولية قابلية التأثر والتعرض عن أحداث مثل موجات الحرارة والجفاف والفيضانات. أسست مع عالم المناخ خيرت جان فان أولدينبورغ المشروع الدولي «الإسناد الجوي العالمي» الذي ما زالت تقوده. في 2021، أدرجتها التايم ضمن قائمتها السنوية لأكثر 100 شخص تأثيرًا في العالم (تايم 100). كانت أيضًا واحدة من عشرة علماء لعبوا أدوارًا بارزة في التطورات العلمية في 2021 التي نشرتها مجلة نيتشر العلمية.

## سيرة
وُلدت فريدريكه إيلي لويز أوتو في مدينة كيل الألمانية عام 1982، وتخرجت في الفيزياء من جامعة بوتسدام قبل أن تحصل على درجة الدكتوراه في فلسفة العلوم من جامعة برلين الحرة عام 2012. وفي جامعة أكسفورد، بدأت في دراسة تأثير الظواهر الجوية على تغير المناخ. وبصفتها قائدة مشاركة في مشروع "إسناد الطقس العالمي"، تمكنت من التأثير على التطوير الدولي لاستراتيجيات تغير المناخ. وفيما يتعلق بإعصار هارفي عام 2017، خلصت إلى أنه تسبب في هطول ما بين 12٪ و 22٪ من الأمطار الإضافية على هيوستن. كما أكدت أنه لا شك في أن إعصار لورا عام 2020 كان نتيجة لآثار تغير المناخ.
وهي تعتقد أن تقارير الإسناد هذه ستساعد في إقناع الحكومات باتخاذ تدابير تهدف إلى إنشاء مجتمعات أكثر حيادية للكربون.

## أعمالها
- Angry weather – In search of the culprits for heatwaves, floods and storms. Ullstein Berlin, 2019. (ردمك 978-3-5500-5092-3) [20][21]
- Angry Weather: Heat Waves, Floods, Storms, and the New Science of Climate Change. English Edition. Greystone Books, 2019. (ردمك 978-1-77164-614-7) [20][21]

## وصلات خاردية
- فريدريكه أوتو توضح مسألة الإسناد على يوتيوب
- مقابلة مع فريدريكه أوتو، مجلة تايمز للتعليم العالي